# Mata Tenatito
Mata Tenatito är en ort i Mexiko.   Den ligger i kommunen Omealca och delstaten Veracruz, i den sydöstra delen av landet, 270 km öster om huvudstaden Mexico City. Mata Tenatito ligger 261 meter över havet och antalet invånare är 1 543.
Terrängen runt Mata Tenatito är huvudsakligen platt, men åt sydväst är den kuperad. Terrängen runt Mata Tenatito sluttar österut. Runt Mata Tenatito är det ganska tätbefolkat, med 100 invånare per kvadratkilometer. Närmaste större samhälle är Cuitláhuac, 12,1 km nordväst om Mata Tenatito. Trakten runt Mata Tenatito består till största delen av jordbruksmark.